# Mario Fabbriani
Mario Fabbriani (Sasso Marconi, 1886 – Loma del Portillo, 30 settembre 1937) è stato un militare italiano, decorato di medaglia d'oro al valor militare alla memoria nel corso della guerra di Spagna.

## Biografia
Nacque a Sasso Marconi nel 1886, figlio di Giuseppe ed Ercola Giuseppa Sandri.
Conseguita la licenza di scuola superiore presso l'Istituto tecnico di Bologna, compì il servizio militare di leva nel Regio Esercito in forza al 3º Reggimento genio telegrafisti dal novembre 1907 al settembre 1909. Richiamato a prestare servizio militare attivo, prese parte alla campagna di Libia e col reparto genio telegrafisti operò in Tripolitania dall'ottobre 1912 al marzo 1913. Richiamato ancora in servizio dopo lo scoppio della guerra con l'Impero austro-ungarico, fu assegnato alla 12ª Compagnia telegrafisti, nel giugno 1917 partecipò ad un corso reggimentale per la nomina ad aspirante ufficiale di complemento presso il 24º Reggimento fanteria "Como" mobilitato. Ebbe successive varie destinazioni in reggimenti al fronte, poi con la promozione a sottotenente di complemento avvenuta nel settembre 1917 passò in forza al 281º Reggimento fanteria "Foggia" operante sul Piave dove rimase ferito. Rientrato al reggimento, partecipò alla battaglia di Vittorio Veneto e fu promosso tenente nel gennaio 1919. Collocato in congedo nel luglio dello stesso anno ritornò alla vita civile, lavorando come bancario nella sua città natale, dove ricoprì anche incarichi amministrativi e politici, tra cui quello di podestà. Richiamato in servizio a domanda, nel febbraio 1937 ottenne di essere inviato a combattere in Spagna, dove fu assegnato al II Battaglione del 2º Reggimento  della Brigata Mista "Frecce Azzurre". Rimasto gravemente ferito in combattimento a Loma del Portillo il 27 settembre 1937, si spense tre giorni dopo presso l'ospedale da campo A. Fu insignito della medaglia d'oro al valor militare alla memoria.